# Matt McGrath
	Matthew John (Matt) McGrath (Nenagh, 20 december 1875 – New York, 29 januari 1941) was een Amerikaans atleet van Ierse komaf.

## Biografie
McGrath werd geboren in Ierland en emigreerde naar de Verenigde Staten. Voor de Verenigde Staten kwam hij ook in infernale competities.
McGrath maakte op 32-jarige leeftijd in 1908 zijn olympisch debuut met een zilveren medaille. Vier jaar later werd McGrath olympisch kampioen. In 1920 behaalde McGrath zijn slechtste resultaat met de vijfde plaats. Vier jaar later won McGrath twaalf jaar na zijn olympische titel de zilveren medaille. Op 52-jarige leeftijd miste hij op een haar na de plaatsing voor zijn vijfde spelen.

## Persoonlijke records
| Onderdeel      | Prestatie | Jaar |
| -------------- | --------- | ---- |
| Kogelslingeren | 57,10m    | 1911 |

## Palmares

### Kogelslingeren
- 1908:  OS - 51,18m
- 1912:  OS - 54,74m
- 1920: 5e OS - 46,670m
- 1924:  OS - 50,84m

1900: John Flanagan ·
1904: John Flanagan ·
1908: John Flanagan ·
1912: Matt McGrath ·
1920: Patrick Ryan ·
1924: Fred Tootell ·
1928: Pat O'Callaghan ·
1932: Pat O'Callaghan ·
1936: Karl Hein ·
1948: Imre Németh ·
1952: József Csermák ·
1956: Harold Connolly ·
1960: Vasili Roedenkov ·
1964: Romuald Klim ·
1968: Gyula Zsivótzky ·
1972: Anatoli Bondartsjoek ·
1976: Joeri Sedych ·
1980: Joeri Sedych ·
1984: Juha Tiainen ·
1988: Sergej Litvinov ·
1992: Andrej Abdoevalijev ·
1996: Balázs Kiss ·
2000: Szymon Ziółkowski ·
2004: Koji Murofushi ·
2008: Primož Kozmus ·
2012: Krisztián Pars ·
2016: Dilsjod Nazarov ·
2020: Wojciech Nowicki ·
2024: Ethan Katzberg
- World Athletics: 14564983